# Fenoarivo (Ambatofinandrahana)
Pour les articles homonymes, voir Fenoarivo.
Fenoarivo est une commune urbaine malgache située dans la partie sud de la région d'Amoron'i Mania.